# Cosimo Canelles
Cosimo Canelles (Cagliari, 4 novembre 1930 – Cagliari, 16 marzo 2007) è stato un pittore italiano, uno tra i più importanti della Sardegna della seconda metà del XX secolo.

## Biografia
Appartenente ad una nobile famiglia di origini iberiche e figlio di Gaetano, si laurea in giurisprudenza all'università di Cagliari e comincia a dipingere giovanissimo.
Nel corso degli anni si fa notare negli ambienti artistico culturali nazionali e internazionali, esponendo i suoi quadri in numerose  mostre personali e collettive, ricevendo anche numerosi premi, tra cui quello alla Biennale di Montecarlo del 1972 e alla biennale di Bruxelles del 1976.